# بورجلی
بورجلی (به لاتین: Bürcəli) یک منطقه مسکونی در جمهوری آذربایجان است که در شهرستان لنکران واقع شده‌است. بورجلی ۲۱۰۴ نفر جمعیت دارد. 

## تاریخچه
تا آغاز قرن نوزدهم میلادی ، این روستا با نام بورجلی خوانده می‌شد. پس از تسلط امپراتوری روسیه بر تالش شمالی یکی از خاندان‌های اصالتاً روس  به‌نام الکسیِو در سال ۱۸۸۸ میلادی به این ناحیه مهاجرت کرده و نام آن را الکسیِوکا نهادند. این نام تا سال ۱۹۹۲ و فروپاشی شوروی باقی ماند و پس از آن دولت نوبنیاد جمهوری آذربایجان نام آن را مجدداً به بورجلی تغییر داد.